# NGC 4480
NGC 4480 é uma galáxia espiral barrada (SBc) localizada na direcção da constelação de Virgo. Possui uma declinação de +04° 14' 45" e uma ascensão recta de 12 horas, 30 minutos e 26,7 segundos.
A galáxia NGC 4480 foi descoberta em 2 de Fevereiro de 1786 por William Herschel.